# Xiushan

Lage Xiushans in Chongqing

Xiushan (chinesisch 秀山土家族苗族自治县, Pinyin Xiùshān Tǔjiāzú Miáozú Zìzhìxiàn) ist ein chinesischer autonomer Kreis der Tujia und Miao in der regierungsunmittelbaren Stadt Chongqing. Er hat eine Fläche von 2.450,00 km². Bei Volkszählungen in den Jahren 2000 und 2010 wurden in Xiushan 507.522 bzw. 501.590 Einwohner gezählt.